# Sde Ja'akov
Sde Ja'akov (hebrejsky שְׂדֵה יַעֲקֹב‎, doslova "Ja'akovovo pole", anglicky Sde Ya'akov, v oficiálním seznamu sídel Sede Ya'aqov) je vesnice typu mošav v Izraeli, v Severním distriktu, v Oblastní radě Jizre'elské údolí.

## Geografie
Leží v nadmořské výšce 72 metrů na západním okraji Jizre'elského údolí, nedaleko pahorků Dolní Galileji, v oblasti s intenzivním zemědělstvím.
Vesnice se nachází cca 17 kilometrů severozápadně od města Afula, cca 75 kilometrů severovýchodně od centra Tel Avivu a cca 20 kilometrů jihovýchodně od centra Haify. Sde Ja'akov obývají Židé, přičemž osídlení v tomto regionu je smíšené – jižním směrem převládají v údolí židovská sídla, na západní straně se nalézá židovské město Kirjat Tiv'on. Na severní straně začíná kopcovitá krajina s výrazným zastoupením obcí, které obývají izraelští Arabové (například město Basmat Tab'un cca 4 kilometry odtud).
Sde Ja'akov je na dopravní síť napojen pomocí lokální silnice číslo 722, která na severu ústí do dálnice číslo 75.

## Dějiny
Sde Ja'akov byl založen v roce 1927. šlo o první mošav založený náboženskou sionistickou organizací ha-Po'el ha-Mizrachi. Pojmenován byl podle rabína Ja'akova Reinese, který angažoval v organizaci Mizrachi. Zakladateli vesnice byli židovští přistěhovalci z Evropy. Původně byla vesnice navržena pro 50 farem, po druhé světové válce rozšířena na 60 usedlostí. Původně osadníci pobývali v nedaleké lokalitě Šejch Abrik (שיח’ אברק), poblíž nynější vesnice Bejt Zaid, pak se přesunuli do nynější polohy.
Roku 1949 měla vesnice 480 obyvatel a rozlohu katastrálního území 6170 dunamů (6,17 kilometrů čtverečních).
Během ekonomické krize izraelských mošavů v 80. letech 20. století se obec zbavila většiny prvků kolektivního hospodaření. Z 240 zde usazených rodin se jich 60 zabývá zemědělstvím. Ostatní podnikají, zejména v turistickém ruchu, nebo dojíždějí za prací mimo obec. V Sde Ja'akov fungují zařízení předškolní péče o děti a náboženská základní škola. Dále je tu synagoga a knihovna.

## Demografie
Obyvatelstvo mošavu Sde Ja'akov je nábožensky orientované. Ve vesnici žijí ale i některé sekulární rodiny. Podle údajů z roku 2014 tvořili naprostou většinu obyvatel v Sde Ja'akov Židé (včetně statistické kategorie "ostatní", která zahrnuje nearabské obyvatele židovského původu ale bez formální příslušnosti k židovskému náboženství).
Jde o menší sídlo vesnického typu s rostoucí populací. K 31. prosinci 2014 zde žilo 1135 lidí. Během roku 2014 populace klesla o 10,6 %.
| Rok            | 1948 | 1949 | 1961 | 1972 | 1983 | 1995 | 2001 | 2003 | 2004 | 2005 | 2006 | 2007 | 2008 | 2009 | 2010 | 2011 | 2012 | 2013 | 2014 |
| -------------- | ---- | ---- | ---- | ---- | ---- | ---- | ---- | ---- | ---- | ---- | ---- | ---- | ---- | ---- | ---- | ---- | ---- | ---- | ---- |
| Počet obyvatel | 468  | 480  | 558  | 449  | 605  | 862  | 835  | 840  | 861  | 893  | 921  | 985  | 1055 | 1151 | 1227 | 1295 | 1241 | 1269 | 1135 |